# 지구연방군
지구연방군(일본어: 地球連邦軍)은 애니메이션 작품이나 관련 소설에 등장하는 가공의 군대이다. 본 문서에서는 특히 《건담 시리즈》의 지구연방군에 대해 기술한다.

## 우주세기의 지구연방군
TV 애니메이션 작품에서는 《기동전사 건담》(우주세기 0079년)부터 《기동전사 V 건담》(우주세기 0153년)까지의 시대에 등장한다.

### 개요
전 인류의 통일 정부인 지구연방에서 국내 치안을 담당하기 위해 설립된 특수 무장집단이며, 창설 당시에는 세계 유일의 최대 규모의 군대였다. 또한 그 설립에 있어서 기존의 국가 중 군사 조직, 무기 체계에서 가장 진보하고 가장 우수한 군대인 구 미군의 규격과 통일하는 형태로 편성이 추진되었다고 한다. 또한 설립 시기는 일부 자료에서 서기 2009년으로 기재되어 있다.

## 국기
브라질의 국기와 굉장히 많이 닮았다.

## 같이 보기
- 기동전사 건담